# Pimen von Newrokop
Pimen (bulgarisch Пимен Неврокопски/Pimen Newrokopski, weltlicher Name Dejan Nedeltschew Entschew (auch Deyan Nedelchev Enchev geschrieben, bulgarisch Деян Неделчев Енчев); * 22. Juni 1906 in Tschirpan, Fürstentum Bulgarien; † 10. April 1999 in Sofia, Bulgarien) war ein bulgarischer orthodoxer Geistlicher. Er war Metropolit der Diözese Newrokop der Bulgarisch-Orthodoxen Kirche von 1952 bis 1996 und Patriarch der Alternativen Synode von 1996 bis 1999.
Metropolit Pimen bildete 1992 zum bestehenden einen „Gegen-Synod“ als Reformflügel. Ihm schlossen sich an: Pankratij von Stara Sagora, Kalinik von Wratsa und Stefan von Weliko-Tarnowo.